# Рипсалис мезембриантемовый
Рипсалис мезембриантемовый (лат. Rhipsalis mesembryanthemoides) — невысокий эпифитный кустарничек из Бразилии, вид рода Рипсалис (Rhipsalis) семейства Кактусовые (Cactaceae). Растение находится на грани исчезновения, занесено в Красную книгу МСОП. Культивируется. Своё название вид получил в связи со схожестью побегов с побегами мезембриантемума (Mesembryanthemum).

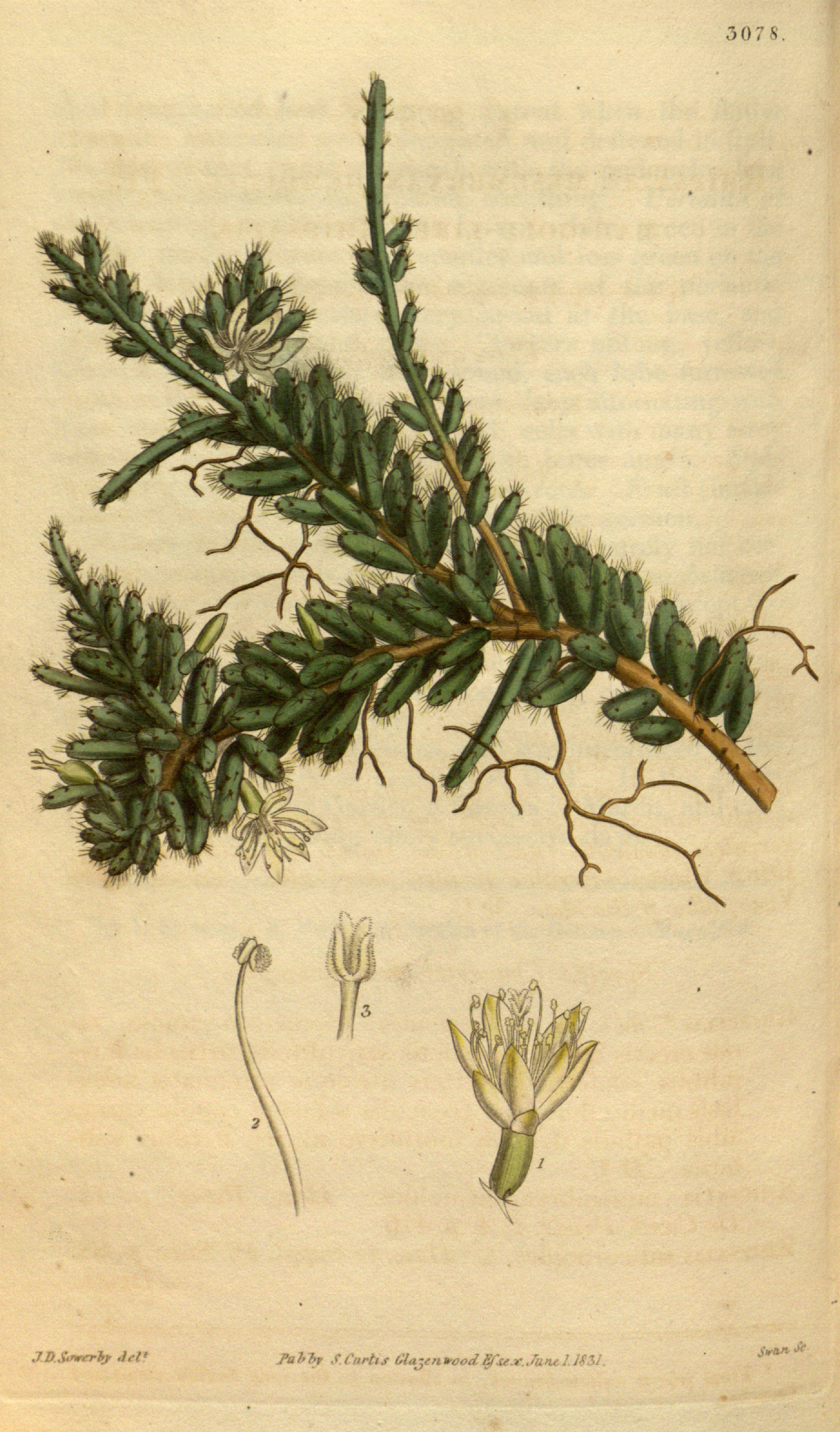
Рипсалис мезембриантемовый. Ботаническая иллюстрация из журнала Curtis's Botanical Magazine (1831)

## Биологическое описание
Эпифитный обильно ветвящийся кустарничек длиной до 40 см. Стебли — без колючек, с мягким щетинистым опушением, светло-зелёные, с многочисленными воздушными корнями. Воздушные корни — двух типов: либо длинные (длиной до 20 см) и тонкие (диаметром до 2 мм) — либо короткие (длиной до 1,5 см), но, при этом, относительно толстые (толщиной от 2 до 4 мм), плотно прилегающие к стеблю, похожие на сочные листья.
Цветки мелкие, развиваются на концах коротких побегов, венчик белый. Плоды мелкие, сочные, ягодообразые, белого цвета (иногда с розоватым оттенком).

## Распространение, охрана
Растение имеет очень ограниченный ареал (около 9 км²) и находится на грани исчезновения, занесено в Красную книгу Международного союза охраны природы. По состоянию на начало XXI века в какой-либо естественной среде обитания уже не встречается; растёт только во влажных тропических лесах в общественных парках (Parque Laje и др.) в агломерации Рио-де-Жанейро, при этом общее число растений не превышает нескольких тысяч. Дополнительные сложности охраны этого вида заключаются в том, что в местах произрастания растений из-за воздействия городской среды постепенно меняется локальный климат: здесь становится теплее и суше.

## Культивирование
Рипсалис мезембриантемовый — один из наиболее часто встречающихся в культуре видов рипсалиса.
Сведения об агротехнике см. в разделе «Культивирование» статьи Рипсалис.